# Gli orrori di Frankenstein
Gli orrori di Frankenstein è un film del 1970 diretto da Jimmy Sangster.
Prodotto dalla Hammer Film Productions, si tratta del sesto capitolo del Ciclo di Frankenstein e, semi-parodia nonché remake del primo film della serie: La maschera di Frankenstein (1957).

## Trama
Per poter continuare i suoi esperimenti sui corpi umani, Victor Frankenstein uccide il padre e il suo assistente e dà la vita ad un mostro che scappa, dando inizio a una serie di omicidi.
Ma non è finita: Frankenstein uccide chiunque possa tradire la sua creatura...

## Cast
La creatura è interpretata da David Prowse, che da lì a pochi anni diventerà famoso per la sua interpretazione di Dart Fener nei film della saga Star Wars.

## Home Video
- In Italia, il DVD è stato pubblicato dalla Sinister Film nel 2013.